# Samognat
Samognat és un municipi francès situat al departament de l'Ain i a la regió d'Alvèrnia-Roine-Alps. L'any 2007 tenia 656 habitants.

## Demografia

### Població
El 2007 la població de fet de Samognat era de 656 persones. Hi havia 226 famílies de les quals 34 eren unipersonals (19 homes vivint sols i 15 dones vivint soles), 61 parelles sense fills, 123 parelles amb fills i 8 famílies monoparentals amb fills.
La població ha evolucionat segons el següent gràfic:
Habitants censats

### Habitatges
El 2007 hi havia 249 habitatges, 225 eren l'habitatge principal de la família, 15 eren segones residències i 8 estaven desocupats. 239 eren cases i 7 eren apartaments. Dels 225 habitatges principals, 206 estaven ocupats pels seus propietaris, 16 estaven llogats i ocupats pels llogaters i 3 estaven cedits a títol gratuït; 5 tenien dues cambres, 11 en tenien tres, 75 en tenien quatre i 135 en tenien cinc o més. 200 habitatges disposaven pel capbaix d'una plaça de pàrquing. A 59 habitatges hi havia un automòbil i a 159 n'hi havia dos o més.

### Piràmide de població
La piràmide de població per edats i sexe el 2009 era:
| Homes | Edats   | Dones |
| ----- | ------- | ----- |
| 0     | 95 o +  | 0     |
| 0     | 90 a 94 | 0     |
| 0     | 85 a 89 | 0     |
| 4     | 80 a 84 | 0     |
| 8     | 75 a 79 | 8     |
| 12    | 70 a 74 | 8     |
| 0     | 65 a 69 | 12    |
| 4     | 60 a 64 | 4     |
| 12    | 55 a 59 | 4     |
| 8     | 50 a 54 | 8     |
| 32    | 45 a 49 | 12    |
| 12    | 40 a 44 | 24    |
| 12    | 35 a 39 | 20    |
| 24    | 30 a 34 | 24    |
| 0     | 25 a 29 | 16    |
| 8     | 20 a 24 | 4     |
| 24    | 15 a 19 | 12    |
| 16    | 10 a 14 | 8     |
| 32    | 5 a 9   | 12    |
| 8     | 0 a 4   | 20    |

## Economia
El 2007 la població en edat de treballar era de 420 persones, 356 eren actives i 64 eren inactives. De les 356 persones actives 338 estaven ocupades (184 homes i 154 dones) i 17 estaven aturades (4 homes i 13 dones). De les 64 persones inactives 25 estaven jubilades, 28 estaven estudiant i 11 estaven classificades com a «altres inactius».

### Ingressos
El 2009 a Samognat hi havia 239 unitats fiscals que integraven 719 persones, la mediana anual d'ingressos fiscals per persona era de 20.079 €.

### Activitats econòmiques
Dels 11 establiments que hi havia el 2007, 1 era d'una empresa de fabricació de material elèctric, 1 d'una empresa de fabricació d'altres productes industrials, 2 d'empreses de construcció, 2 d'empreses de comerç i reparació d'automòbils, 1 d'una empresa d'hostatgeria i restauració, 1 d'una empresa financera, 2 d'empreses de serveis i 1 d'una empresa classificada com a «altres activitats de serveis».
Dels 2 establiments de servei als particulars que hi havia el 2009, 1 era una fusteria i 1 electricista.

## Poblacions més properes
El següent diagrama mostra les poblacions més properes.